# يوحنا ذهبي الفم
يوحنا ذهبي الفم أو يوحنا فم الذهب (باليونانية: Ἰωάννης ὁ Χρυσόστομος) يوانوس خريسوستوموس، (347–407 م )، كان بطريرك القسطنطينية واشتهر كقديس ولاهوتي. عُرف باليونانية بـ «ذهبي الفم» لفصاحته، إذ كان تلميذ معلم البلاغة الشهير ليبانيوس. ويُعتبر يوحنا ذهبي الفم أنطاكي الأصل قديسًا لدى جميع الطوائف المسيحية وتعتبره الكنيسة الرومانية الكاثوليكية أحد ملافنتها الكبار. يعني لقب Χρυσόστομος (كريسيستوموس، يُسمى بالإنجليزية Chrysostom، كريسوستوم) «ذهبي الفم» باللغة اليونانية ويشير إلى بلاغته المشهورة. كان ذهبي الفم من أكثر المؤلفين إنتاجًا في الكنيسة المسيحية المبكرة، ولم يفوقه سوى أوغسطينوس من هيبو في كمية كتاباته الباقية.
يُكرم كقديس في الكنائس الأرثوذكسية المشرقية، والأرثوذكسية الشرقية، والكاثوليكية، والأنجليكية واللوثرية، وفي بعض الكنائس الأخرى أيضًا. يمنحه الأرثوذكس الشرقيون، بالإضافة إلى الكاثوليك البيزنطيين، اهتمامًا خاصًا باعتباره أحد الرؤساء الثلاثة المقدسين إلى جانب باسيليوس الكبير وغريغوريوس النزينزي. يُحتفل بيوحنا ذهبي الفم في الكنيسة الأرثوذكسية الشرقية يومي 13 نوفمبر و 27 يناير. يُعترف به كملفان الكنيسة في الكنيسة الكاثوليكية الرومانية. احتفل به التقويم الروماني العام منذ عام 1970 في 13 سبتمبر، وهو اليوم السابق لعيد تمجيد الصليب المقدس (14 سبتمبر)، لأن تاريخ وفاته يوافق عيد تمجيد الصليب؛ احتُفل به في 27 يناير منذ القرن الثالث عشر وحتى عام 1969، وهي الذكرى السنوية لنقل جسده إلى القسطنطينية. في الكنائس الغربية الأخرى، بما في ذلك المقاطعات الأنجليكانية والكنائس اللوثرية، يحتفل به البعض في 13 سبتمبر، ويحتفل البعض الآخر في 27 يناير. تعترف به الكنيسة القبطية أيضًا كقديس (وتحتفل به في 16 توت و17 هاتور).

## سيرة حياته

### النشأة والتعليم
وُلد يوحنا في أنطاكية عام 347 لأبوين يونانيين من سوريا. لم يتفق العلماء المختلفون بشأن ما إذا كانت والدته أنثوسا وثنية أو مسيحية، كان والده ضابطًا عسكريًا رفيع المستوى. توفي والد يوحنا بعد ولادته بفترة وجيزة، فربته والدته. عُمد عام 368 أو 373 وقُص شعره كقارئ (أحد الرتب الثانوية للكنيسة). يقال أحيانًا إنه تعرض للدغة ثعبان عندما كان في العاشرة من عمره، ما أدى إلى إصابته بعدوى من اللدغة.
بدأ يوحنا تعليمه على يد المعلم الوثني ليبانيوس، بفضل علاقات والدته النافذة في المدينة. واكتسب يوحنا المهارات اللازمة لمهنته في البلاغة من ليبانيوس، وكذلك حبه للغة اليونانية وأدبها.
مع كبر في العمر، أصبح يوحنا أكثر التزامًا بالمسيحية واستمر في دراسة اللاهوت على يد ديودور الطرسوسي، مؤسس مدرسة أنطاكية المعاد تشكيلها. وفقًا للمؤرخ المسيحي سوزومن، يُفترض أن ليبانيوس قال على فراش موته إن يوحنا كان سيخلفه «لو لم يأخذه المسيحيون منا».
عاش يوحنا في زهد شديد وأصبح ناسكًا نحو عام 375؛ أمضى العامين التاليين دائم الوقوف، ونادر النوم، يحفظ الكتاب المقدس في ذاكرته. ونتيجة لهذه الممارسات، أصيبت معدته وكليتيه بأضرار دائمة وأجبرته حالته الصحية السيئة على العودة إلى أنطاكية.

### الشموسية والخدمة في أنطاكية
رسم القديس ميليتيوس الأنطاكي، الذي لم يكن على تواصل مع كنيستي الإسكندرية وروما آنذاك، يوحنا شماسًا في عام 381. بعد وفاة ميليتيوس، فصل يوحنا نفسه عن أتباع ميليتيوس، دون الانضمام إلى بالينوس، منافس ميليتيوس على أسقفية أنطاكية. ولكن بعد وفاة بولينوس، رسمه فلافيان، خليفة بولينوس، قسيسًا (قس) في عام 386. وقُدر له لاحقًا تحقيق المصالحة بين فلافيان الأول أسقف أنطاكية وكنيستي الإسكندرية وروما، وبذلك جعل هذه الأسقفيات الثلاثة تتواصل لأول مرة منذ سبعين عامًا تقريبًا.

اكتسب يوحنا شعبية في أنطاكية، على مدى اثني عشر عامًا (386-397)، بسبب بلاغة حديثه العلني في الكنيسة الذهبية، كاتدرائية أنطاكية، وخاصةً عروضه المتبصرة لمقاطع الكتاب المقدس والتعليم الأخلاقي. كانت مواعظه حول أسفار الكتاب المقدس المختلفة أهم أعماله في هذه الفترة. أكد على العطاء الخيري واهتم بالحاجات الروحية والدنيوية للفقراء. تحدث ضد إساءة استخدام الثروة والممتلكات الشخصية:
هل ترغب في تكريم جسد المسيح؟ لا تتجاهله عندما يكون عاريًا. لا تعطه الإجلال في الكنيسة بينما ترتدي الحرير، وتتركه في الطرقات يعاني البرد بثيابٍ بالية. إن الذي قال «هذا جسدي»، هو نفسه من قال «جُعت فلم تُطعموني» وقال «كل ما فعلتموه بإخوتي هؤلاء الأصاغر، فبي فعلتم». ما الفائدة من تناول الأسرار المقدسة، على مذابح يزينها الذهب بينما يموت أخوك جوعًا؟ فلتبدأ بسدّ جوعه ويمكنك بعد ذلك تزيّن المذبح بما تبقى). 
كان فهمه المباشر للكتب المقدسة -بعكس أسلوب التفسير الاستدلالي الذي كانت تميل له المدرسة الإسكندرانية- يعني أن موضوعات محادثاته كانت عملية، وتوضح تطبيق الكتاب المقدس على الحياة اليومية. ساعد هذا الوعظ المباشر ذهبي الفم على حشد الدعم الشعبي. وأسس سلسلة من المستشفيات في القسطنطينية لرعاية الفقراء.
توضح أحد الحوادث التي وقعت في أثناء خدمته في أنطاكية تأثير عظاته. عندما وصل ذهبي الفم إلى أنطاكية، كان على فلافيان، أسقف المدينة، أن يتوسط لدى الإمبراطور ثيودوسيوس الأول لصالح المواطنين الذين أقدموا على تحطيم تماثيل الإمبراطور وعائلته. خلال أسابيع الصوم الكبير في عام 387، بشّر يوحنا بأكثر من عشرين عظة دعا فيها الناس إلى رؤية خطأ أساليبهم. تركت هذه العظات انطباعات دائمة على عامة سكان المدينة: تحول العديد من الوثنيين إلى المسيحية نتيجة للعظات. لذا، لم يكن انتقام ثيودوسيوس قاسيًا كما قُدر له أن يكون.

### رئيس أساقفة القسطنطينية
عُيُن يوحنا في خريف عام 397، رئيس أساقفة القسطنطينية، بعد أن رشحه الخصي يوتروبيوس دون علمه. كان عليه أن يغادر أنطاكية سرًا خوفًا من أن يؤدي رحيل مثل هذه الشخصية الشعبية إلى اضطرابات مدنية. خلال فترة عمله كرئيس أساقفة، رفض بشكل قاطع استضافة لقاءات اجتماعية فخمة، ما جعله يحظى بشعبية بين عامة الناس، ولكنه لم يحظ بشعبية لدى المواطنين الأثرياء ورجال الدين. كانت إصلاحاته لرجال الدين غير شعبية أيضًا. طلب من الواعظين الإقليميين الزائرين العودة إلى الكنائس التي كان من المفترض أن يخدموها - دون أي مقابل.
كان وقته في القسطنطينية أكثر اضطرابًا من وقته في أنطاكية. أراد ثيوفيلس، بطريرك الإسكندرية، وضع القسطنطينية تحت نفوذه وعارض تعيين يوحنا كرئيس أساقفة القسطنطينية. عاقب ثيوفيلوس أربعة رهبان مصريين (يُعرفون باسم «الأخوة الطوال») بسبب دعمهم لتعاليم أوريجانوس. فهربوا إلى يوحنا الذي رحب بهم. لذلك اتهم ثيوفيلوس يوحنا بأنه منحاز للغاية إلى تعاليم أوريجانوس. وصنع يوحنا لنفسه عدوًا آخر هو إيليا إيودوكسيا، زوجة الإمبراطور آركاديوس، التي افترضت أن انتقاد يوحنا للإسراف في اللباس الأنثوي كان موجهًا إليها. عقدت إيدوكسيا وثيوفيلس وغيرهم من أعدائه مجمعًا في 403 (مجمع السنديان) لإدانة يوحنا، حيث استُخدمت علاقته بأوريجانوس ضده. أدى ذلك إلى عزله ونفيه. ولكن، استدعاه أركاديوس بعد عزله فوريًا تقريبًا، إذ أصبح الناس «صاخبين» عند رحيله، حتى أنهم هددوا بحرق القصر الملكي. وحدث أيضًا زلزال في ليلة اعتقاله، اعتبرته إيودوكسيا علامة على غضب الله، فطلبت من أركاديوس إعادة يوحنا.
كان السلام قصير الأجل. إذ نُصّب تمثال فضي لإيودوكسيا في الأوغوستيون، بالقرب من الكاتدرائية. فأدان يوحنا احتفالات التدشين باعتبارها وثنية وتحدث ضد الإمبراطورة بعبارات قاسية: «وعادت هيروديا تهزي مرةً أخرى؛ تنزعج مرة أخرى؛ ترقصُ مرة أخرى؛ وتشتهي أن يؤتىَ إليها برأس يوحنا على طبق مرة أخرى»، في إشارة إلى الأحداث المحيطة بوفاة يوحنا المعمدان. نفي مرة أخرى، وهذه المرة إلى القوقاز في أبخازيا.
نحو عام 405، بدأ يوحنا يقدم الدعم المعنوي والمالي للرهبان المسيحيين الذين كانوا يطبقون قوانين الأباطرة المعادية للوثنيين، وذلك بتدمير المعابد والأضرحة في فينيقيا والمناطق المجاورة.

## روابط خارجية
- يوحنا ذهبي الفم على موقع الموسوعة البريطانية (الإنجليزية)
- يوحنا ذهبي الفم على موقع إن إن دي بي (الإنجليزية)
- يوحنا ذهبي الفم على موقع ديسكوغز (الإنجليزية)
- سيرة القديس يوحنا ذهبي الفم